# 國道173號

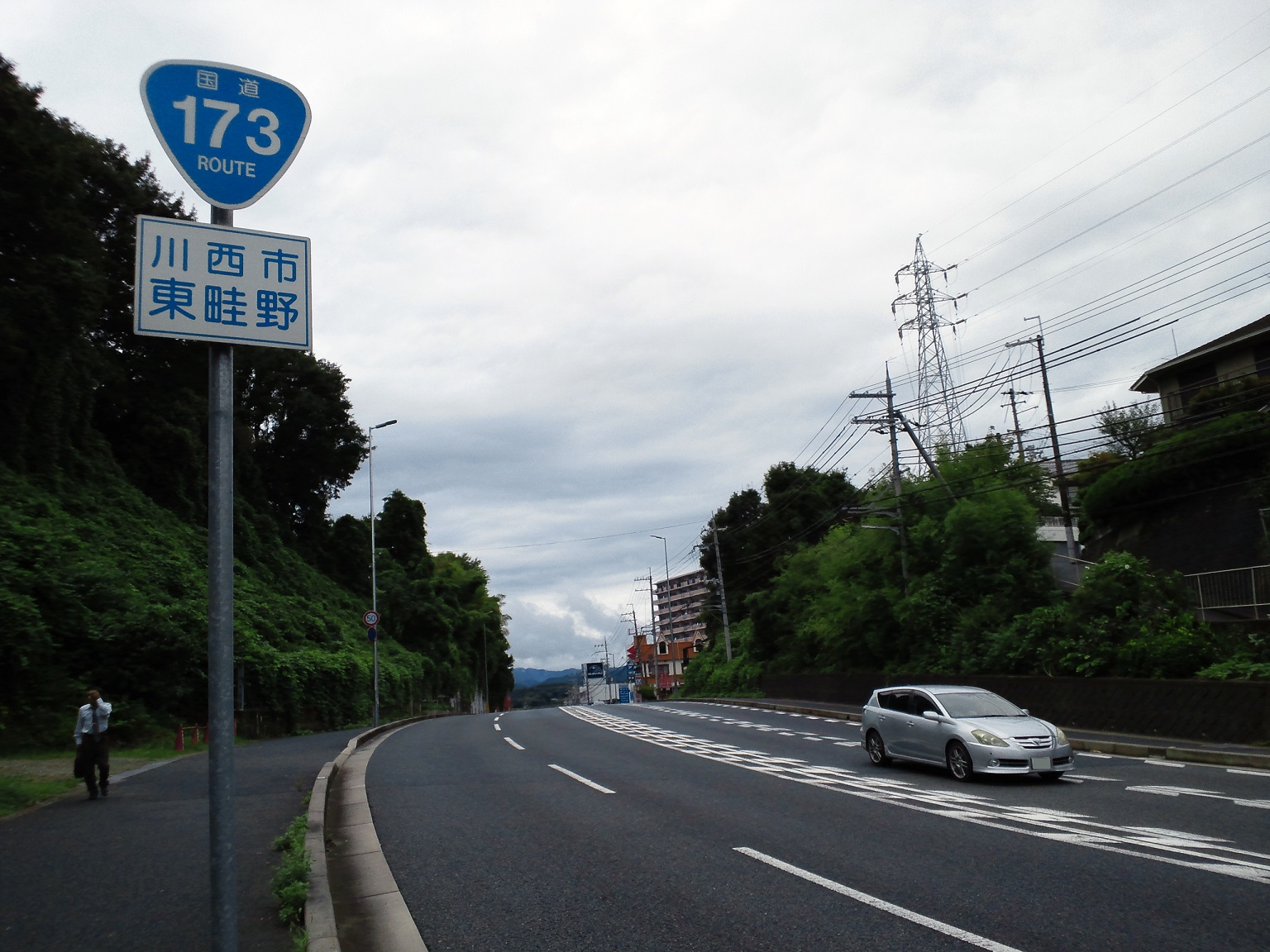
能勢電鐵一之鳥居站旁（2013年9月）。川西市東畦野

國道173號是日本大阪府池田市至京都府綾部市的一般國道。

## 概要

### 路線資訊
根據一般國道路線指定政令的起點、終點與經過地如下。
- 起點：池田市（西本町交差點＝國道176號、國道423號交點，國道477號終點）
- 終點：綾部市（新綾部大橋交差點＝國道27號交點）[2][注釋 2]
- 重要經過地：川西市、兵庫縣多紀郡篠山町[注釋 3]、京都府船井郡瑞穗町[注釋 4]
- 長度：70.4km （京都府 25.7 km、大阪府 20.6 km、兵庫縣 24.1 km）。[3][注釋 5]
  - 現道：70.3 km（京都府 25.7 km、大阪府 20.6 km、兵庫縣 24.0 km）[3][注釋 5]
  - 舊道：0.1 km（京都府 - km、大阪府 - km、兵庫縣 0.1 km）[3][注釋 5]
  - 新道：無[3][注釋 5]
- 指定區間：無[4]

## 歷史
根據當時施行之道路法（昭和27年法律第180號）首次於1953年被指定為二級國道大阪神戶線（大阪市─神戶市）。1958年升格為一級國道43號後，此編號成為缺號，1963年將池田瑞穗線編為此編號。指定當初以國道9號交點京都府船井郡瑞穗町為終點，1975年京都府主要地方道43號綾部瑞穗線編入，終點延伸至綾部市。

### 年表
- 1963年4月1日
編為二級國道173號池田瑞穗線（池田市 - 京都府船井郡瑞穗町[注釋 4]）[8]。
- 1965年4月1日
道路法改廢止一級、二級區分編為一般國道173號[11]。
- 1975年4月1日
終點側延伸，納編為一般國道173號（池田市 - 綾部市）[10]。

## 路線狀況

### 通稱
- 丹州街道
- Inasan
- 阪鶴國道
- 能勢街道
- 綾部街道

### 重複區間
- 國道423號（大阪府池田市西本町交差點 - 池田市木部交差點）
- 國道477號（大阪府池田市西本町交差點 - 兵庫縣川西市一之鳥居交差點）
- 國道372號（兵庫縣丹波篠山市福住地區）

### 道路施設

#### 道之驛
- 能勢（栗之鄉） （大阪府豐能郡能勢町）
- 瑞穗之里・Sarabiki （京都府船井郡京丹波町）

## 地理

### 通過自治體
- 大阪府
池田市
- 兵庫縣
川西市 - 川邊郡豬名川町
- 大阪府
豐能郡能勢町
- 兵庫縣
丹波篠山市
- 京都府
船井郡京丹波町 - 福知山市 - 綾部市

### 沿線地標
- 阪急日生新城
- 一庫壩
- 兵庫縣立一庫公園
- 質志鐘乳洞

### 主要峠
- はらがたわ峠
- 天王峠
- 板阪峠
- 榎峠
- 質山峠

### 巴士
- 阪急巴士
- 神姬巴士
- 京丹波町營巴士

## 外部連結
- 大阪府 （页面存档备份，存于）
  - 池田土木事務所 （页面存档备份，存于）：管理大阪府境路段。
- 兵庫縣（页面存档备份，存于）
  - 阪神北縣民局寶塚土木事務所 （页面存档备份，存于）：管理川西市至川邊郡豬名川町間路段。
  - 兵庫縣丹波縣民局丹波土木事務所 （页面存档备份，存于）：管理丹波篠山市內路段。
- 京都府 （页面存档备份，存于）
  - 南丹廣域振興局南丹土木事務所 （页面存档备份，存于）：管理船井郡京丹波町內路段。
  - 中丹廣域振興局中丹西土木事務所 （页面存档备份，存于）：管理福知山市內路段。
  - 中丹廣域振興局中丹東土木事務所 （页面存档备份，存于）：管理綾部內路段。